# Ngựa Blazer
Bản mẫu:Thông tin động vật breed
Ngựa Blazer là một giống ngựa được phát triển trong những năm 1950 và 1960 ở tây bắc Hoa Kỳ. Truy tìm mục đích của con ngựa sáng lập cho thấy giống ngựa này được lai tạo để đáp ứng nhu cầu của công việc trang trại hàng ngày, trong khi vẫn còn vè ngoài thanh lịch. Ngựa Blazer được biết đến là linh hoạt trong bất kỳ cuộc thi thể thao nào và có sự phân tán nhẹ nhàng và thông minh.

## Lịch sử giống
Ngựa Blazer là hậu duệ ngựa giống màu hạt dẻ tên Little Blaze, giống ngựa được nuôi vào năm 1959. Little Blaze được nuôi dưỡng và sở hữu bởi F. Neil Hinck, một huấn luyện viên ngựa người Mỹ từ Bedford, Wyoming. Là hậu duệ của những người tiên phong Mặc Môn và người cưỡi ngựa Đan Mạch, Hinck xuất thân từ một gia đình nông trại và có nhiều kinh nghiệm với hầu hết các giống trong ngày. Ông sản xuất Blazer bằng cách kết hợp các giống ngựa khác nhau như Ngựa Quarter và Ngựa Morgan với dòng máu của Ngựa Shetland và Ngựa Thoroughbred.
Hiệp hội Blazer Horse được thành lập vào năm 1967 tại Star, Idaho. Năm 2006 nó được đổi tên thành Hiệp hội Ngựa Blazer Mỹ và trở thành một tổ chức phi lợi nhuận, chuyên về bảo tồn giống và duy trì lịch sử của nó. Trụ sở chính đã được chuyển đến Nampa, Idaho cùng năm đó.
Ngựa Blazer đã đăng ký trong cuốn sách về giống phải vượt qua một cuộc kiểm tra thú y và có ít nhất ngựa cha hoặc mẹ có dòng dõi tài liệu cho con ngựa giống Little Blaze.